# Álvaro de Mendoza
Álvaro de Mendoza, anche noto come Álvaro Mendoza o Álvaro de Mendoza y Aragón, (... – Jaca, 22 luglio 1631) è stato un vescovo cattolico spagnolo.

## Biografia
Nato in Spagna e facente parte dell'ordine dei frati minori, il 14 novembre 1622 fu nominato vescovo dell'Aquila da Filippo IV di Spagna, venendo confermato da papa Gregorio XV. Il 20 novembre fu consacrato da Giovanni Garzia Mellini, cardinale presbitero dei Santi Quattro Coronati, insieme a Benedetto Bragadin e Cesare Ventimiglia come co-consacranti. Dopo alcuni attriti interni alla città, chiese il trasferimento e il 29 maggio 1628 papa Urbano VIII lo nominò vescovo di Jaca; qui morì nel 1631 e fu sepolto nella cattedrale di San Pietro.

## Genealogia episcopale
La genealogia episcopale è:
- Arcivescovo Filippo Archinto
- Papa Pio IV
- Cardinale Giovanni Antonio Serbelloni
- Cardinale Carlo Borromeo
- Cardinale Gabriele Paleotti
- Cardinale Ludovico de Torres
- Cardinale Giovanni Garzia Mellini
- Vescovo Álvaro de Mendoza